# Praia Grande (Santa Catarina)
Praia Grande é um município brasileiro no interior do estado de Santa Catarina, Região Sul do país. Localiza-se no extremo sul catarinense e pertence à área de expansão da Região Metropolitana Carbonífera. Ocupa uma área de cerca de 280 km², sendo que 3 km² estão em perímetro urbano, e sua população foi estimada em 8 602 habitantes em 2024.
Dentre as suas principais atrações, parcialmente localizados na área municipal, estão o Parque Nacional de Aparados da Serra e o Parque Nacional da Serra Geral. Os cânions no interior do município são uma característica marcante de Praia Grande e fazem com que a cidade seja conhecida como a "Capital dos Cânions".

## Turismo
O município de Praia Grande tem no turismo seu grande potencial. Destacam-se os voos de balão de ar quente e os cânions que rodeiam o interior do município, dentre eles Itaimbezinho, Malacara e Fortaleza.
A cidade apresenta ainda uma grande expansão do turismo rural, com destaque para os inúmeros balneários, rios e cachoeiras espalhados pelas comunidades do município.

## Economia
O município de Praia Grande possui uma economia baseada na agricultura, com destaque para o cultivo de arroz, banana, fumo, feijão, milho e hortaliças. Chama a atenção o constante crescimento do cultivo dos produtos ecológicos que vem trazendo sustentabilidade e melhores condições de vida para as famílias da região. A cidade apresenta ainda um comércio aquecido, inclusive, por clientes de cidades vizinhas e em menor quantidade a existência de indústrias e a extração mineral e vegetal.[carece de fontes?]

## Imagens

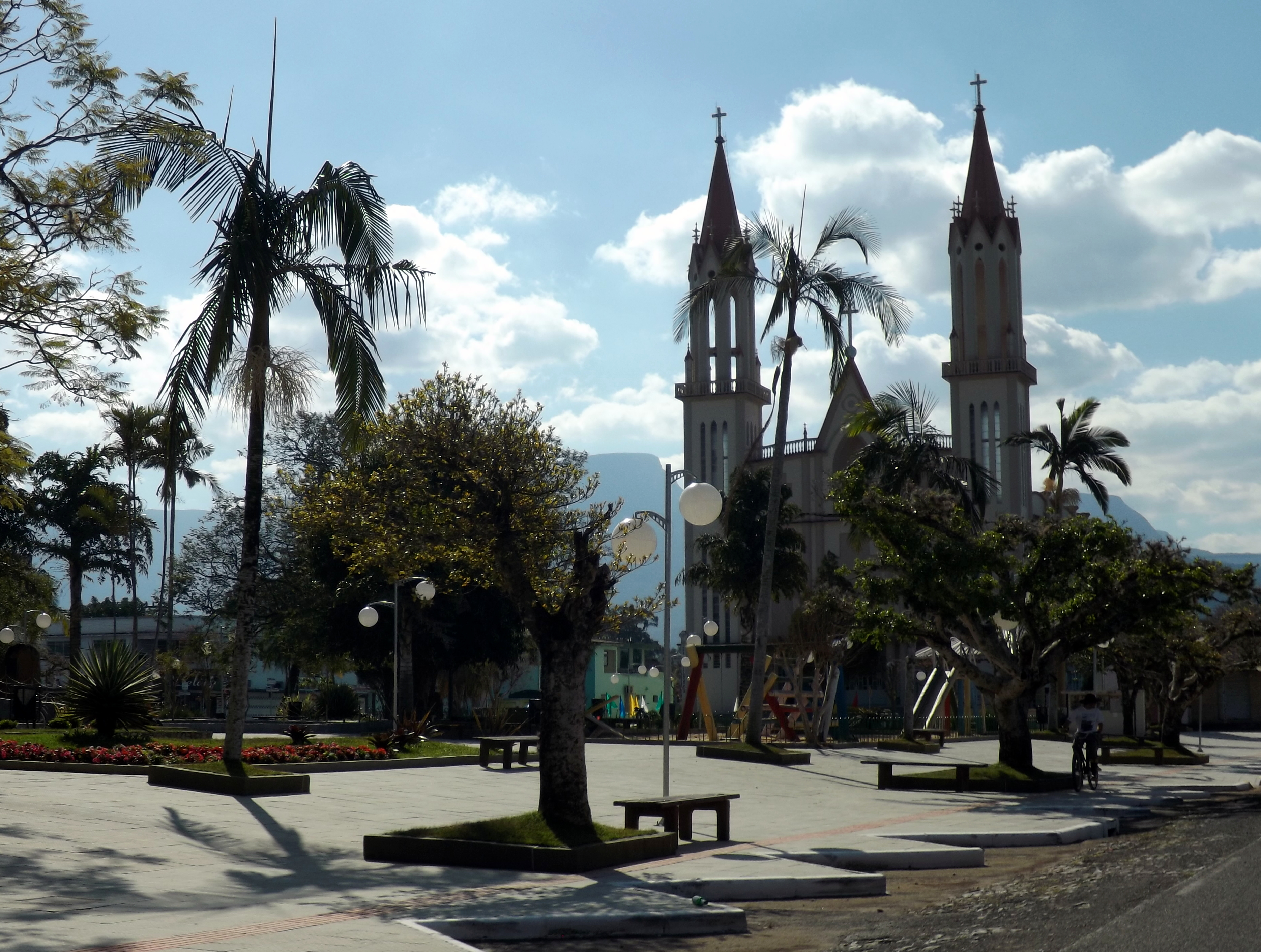
Praça São Sebastião
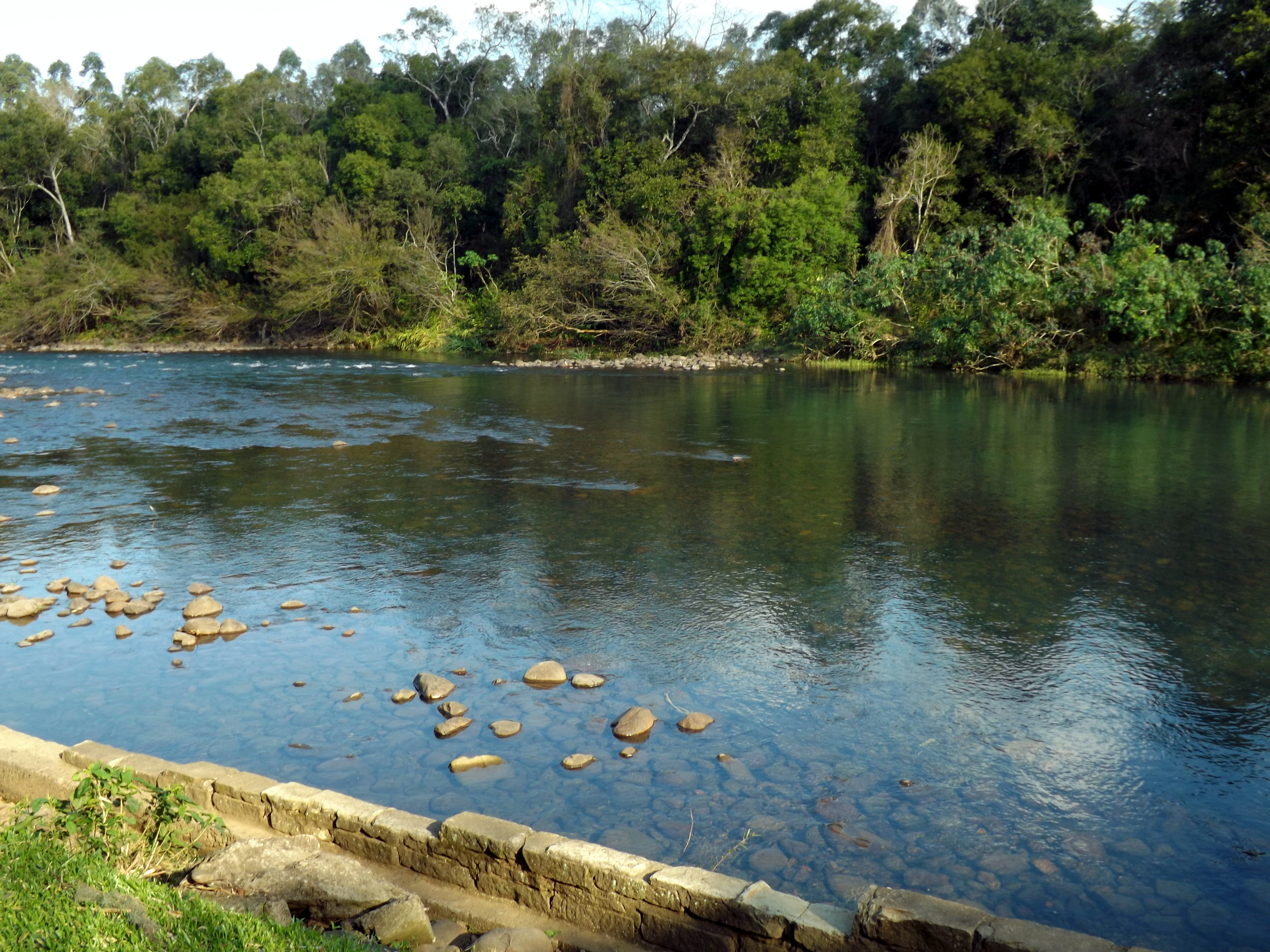
Balneário Mampituba em Praia Grande